# Chorągiew

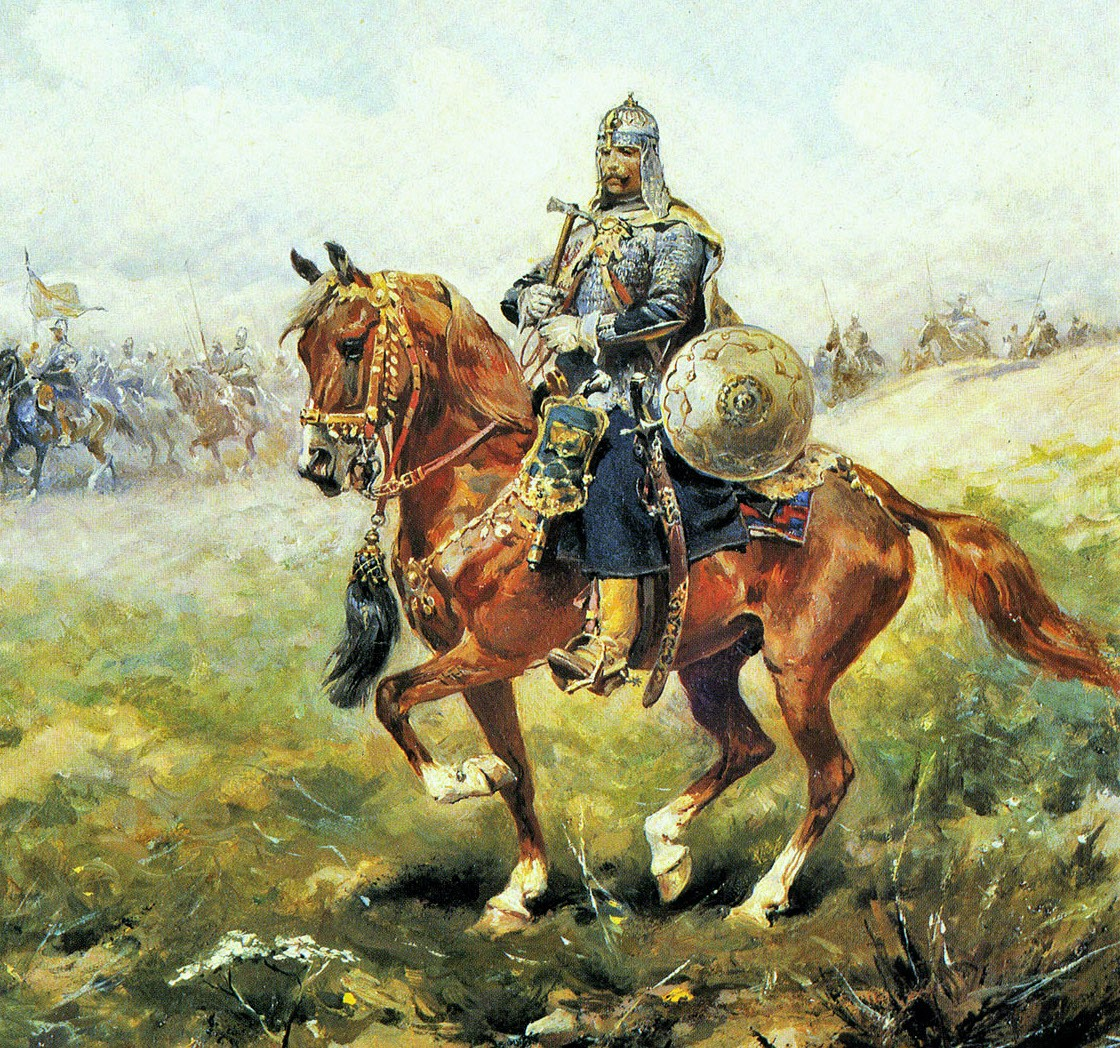
Pancerny.

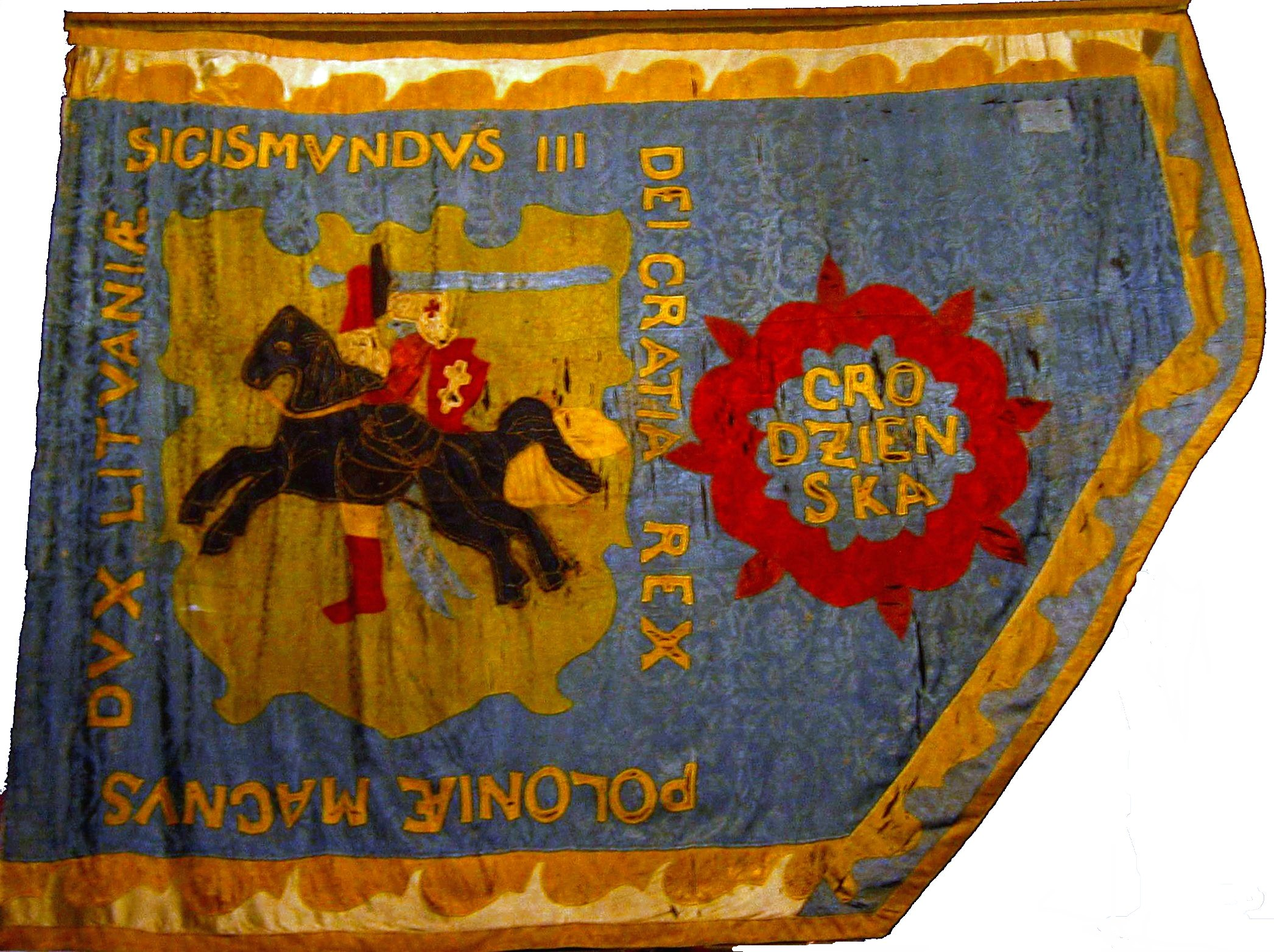
Bandera del Chorągiew de Goradnia, en la que se puede leer Sigismundus III Dei Gratia Rex Poloniæ Magnus Dux Lituaniæ (Segismundo III por la gracia de Dios Rey de Polonia y Gran Duque de Lituania).

Chorągiew (pronunciación polaca: [xɔˈrɔŋɡʲɛf]; literalmente: "bandera") fue la unidad básica administrativa del ejército polaco desde el siglo XIV. Un nombre alternativo para este hasta el siglo XVII fue rota.
Esta palabra probablemente derive de la palabra eslava jorugv (bandera o estandarte).
Entre el siglo XIV y el siglo XVII el chorągiew estaba compuesto por subunidades más pequeñas que recibían el nombre de poczet.
Existían distintos tipos de chorągiew:
- Chorągiew ziemska (Bandera de distrito), formada por caballeros de un distrito.
- Chorągiew rodowa (Bandera de clan), formada por individuos pertenecientes a un determinado clan.
- Chorągiew nadworna (Bandera de la Corte), formada por tropas del rey.

En la caballería, a partir de la segunda mitad del siglo XV hasta la primera del XVIII, un Chorągiew se formaba de acuerdo al "sistema de compañeros" (zaciągu towarzyskiego). Véase: towarzysz (compañero).
En este sentido, los tipos de chorągiew eran:
- Chorągiew husarska (Bandera de Húsares), formada por Húsares Alados.
- Chorągiew lekka (Bandera "ligera"), formada por caballería ligera.
- Chorągiew pancerna (Bandera "acorazada"), formada por Pancerni.
- Chorągiew tatarska (Bandera de tártaros), formada por Tártaros de Lipka.
- Chorągiew wołoska (Bandera de valacos), formada por valacos.
- Chorągiew kozacka (Bandera de cosacos), formada por cosacos.

Algunos de los clanes por familia o pueblo que formaban los chorągiew rodowa y aportaban hombres para las batallas (unos cien hombres) eran:
- Topór, Dołęga y Gryf